# Brucazione
La brucazione è un tipo di erbivoria in cui un erbivoro (o, più strettamente parlando, un folivoro) si ciba di foglie, germogli teneri, o frutti di piante ad alto fusto, generalmente legnose, come gli arbusti. Ciò contrasta il pascolo, solitamente associato ad animali che si cibano di erba o di altra vegetazione bassa. Altrimenti detto, gli animali da pascolo sono animali che si nutrono principalmente di erba, mentre i gli animali da brucazione sono animali che si nutrono principalmente di non-erbe, ovvero di dicotiledoni sia legnose sia erbacee. In entrambi i casi, un esempio di questa dicotomia è dato dalle capre (che sono animali da brucazione) e dalle pecore (che sono animali da pascolo); questi due ruminanti strettamente correlati utilizzano sorgenti di cibo diverse.

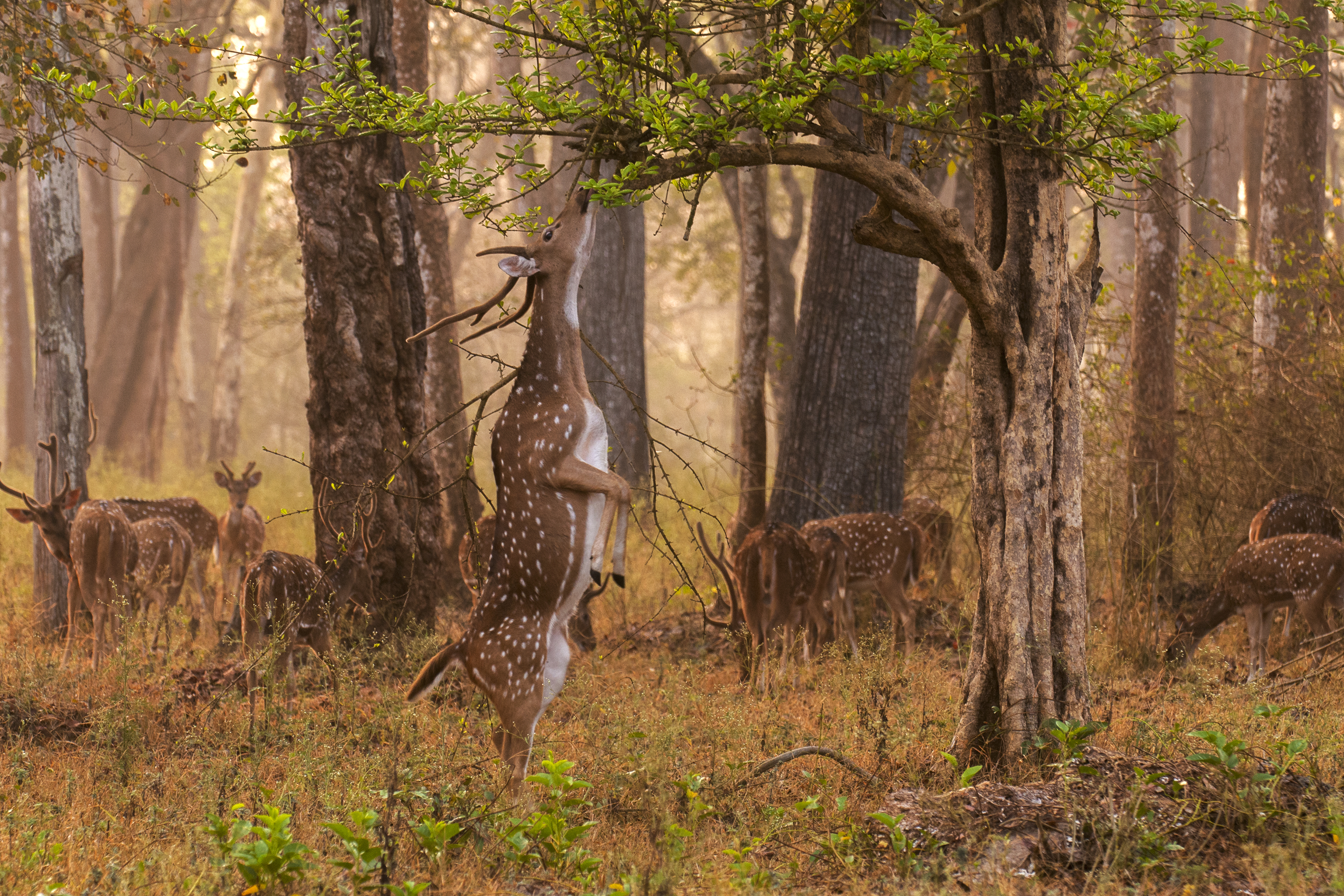
Cervo pomellato in fase di brucazione

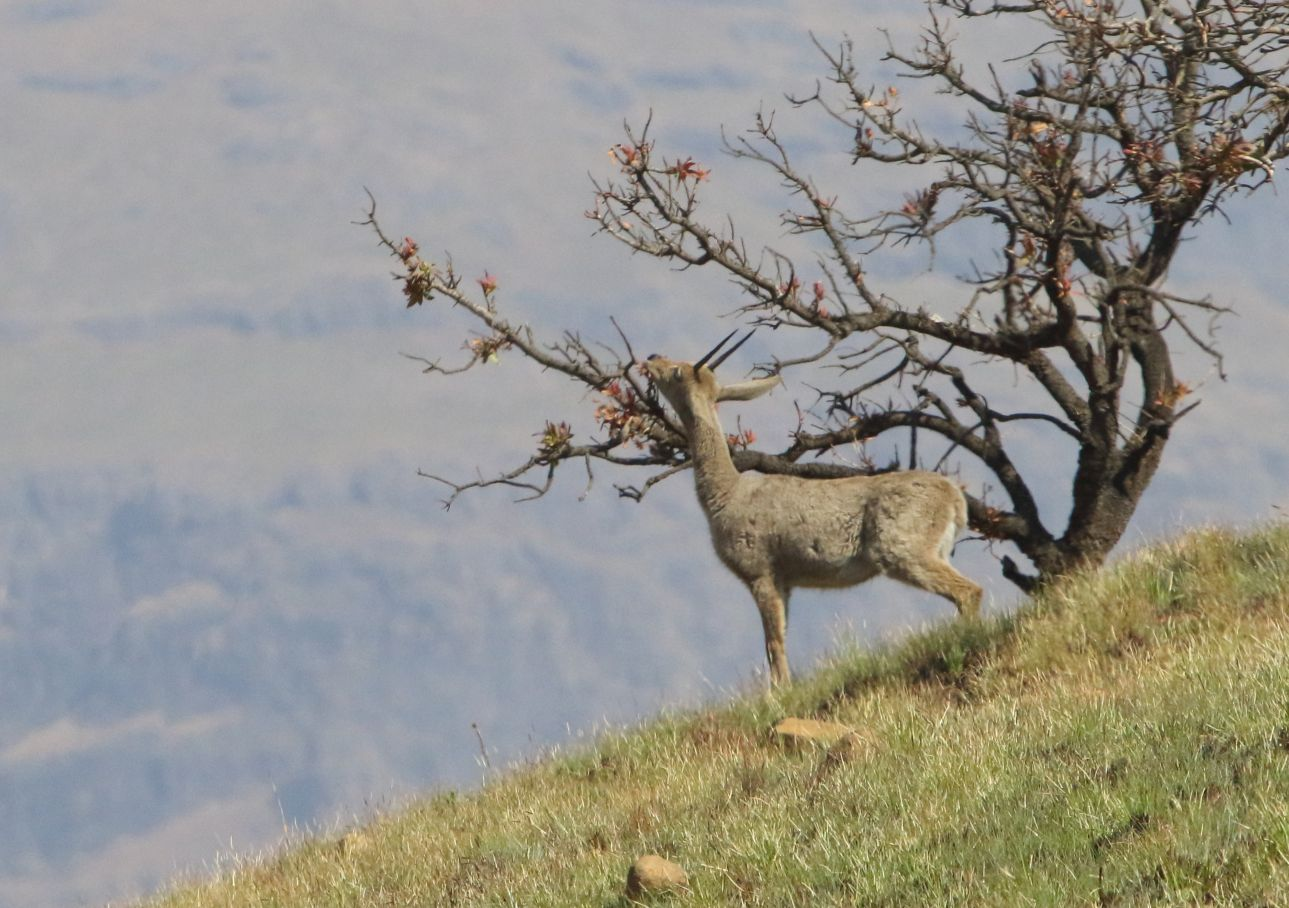
Antilope capriolo in fase di brucazione

## Cibo da brucare
Il materiale a base di piante che viene mangiato è detto cibo da brucare ed è preso in maniera naturale direttamente dalla pianta, anche se i proprietari di bestiame come le capre e i cervi possono tagliare ramoscelli o rami per nutrire il loro bestiame. Nelle regioni temperate, i proprietari raccolgono il cibo da brucare prima dell'autunno, lo essiccano e lo immagazzinano come scorta per l'inverno. In tempo di siccità, i mandriani possono tagliare i rami al di là del raggiungimento del loro bestiame, come foraggio a livello del terreno. Nelle regioni tropicali, dove la pressione di popolazione spinge i proprietari a ricorrere a ciò più spesso, sussiste un pericolo permanente di esaurimento delle scorte. Gli animali in cattività possono essere nutriti con il cibo da brucare come sostituzione delle loro sorgenti di cibo naturale; nel caso dei panda, il cibo da brucare può essere costituito da caschi di foglie di banano, germogli di bambù, pini sottili, pecci, abeti e rami di salice, paglia ed erbe native.
Se la popolazione di animali brucanti cresce troppo, tutto il cibo da brucare che può essere da loro raggiunto può essere mangiato. Il livello risultante sotto il quale si trovano solo poche o addirittura nessuna foglia è conosciuto come soglia di brucazione. Se la sovra-brucazione continua per troppo tempo, l'abilità di riproduzione dell'ecosistema può venire compromessa, in quanto le nuove piante non riescono a sopravvivere abbastanza a lungo da crescere sufficientemente alte da essere al di fuori della portata degli animali.

## Rimozione della corteccia
La rimozione della corteccia è collegata alla brucazione. Nelle scienze forestali in particolare essa rappresenta un problema, in quanto gli alberi possono ammalarsi e di conseguenza morire. Anche se non muoiono comunque gli alberi possono soffrire di infezioni fungine che compromettono il valore del legno. Con la crescita della popolazione di cervi in alcuni luoghi, come in Austria, la ricerca di cibo implica che lo scortecciamento raggiunga livelli economicamente seri in alcune zone boschive. Vi è una differenza di modalità dal punto di vista delle stagioni: in inverno, la corteccia viene masticata in quanto gli alberi sono in parte congelati. D'estate, invece, con la corteccia più morbida, si possono notare lunghe strisce di corteccia strappate dagli alberi.
Alcune specie di alberi sono più gradevoli di altre, e alcuni cervi sono più propensi ad effettuare lo scortecciamento rispetto ad altri. Il maschio del cervo, inoltre, tende a scorticare gli alberi con le sue corna.

## Sovra-brucazione
La sovra-brucazione avviene qualora una comunità di erbivori sovrappopolata o densamente concentrata eserciti una pressione estrema sulle piante, riducendo la capacità portante dell'ambiente ed alterando le funzioni ecologiche del loro habitat. Esempi di erbivori sovra-brucanti nel mondo comprendono i Koala in Australia Meridionale, i mammiferi introdotti in Nuova Zelanda, e i cervidi nelle foreste del Nord America e d'Europa.

### Panoramica

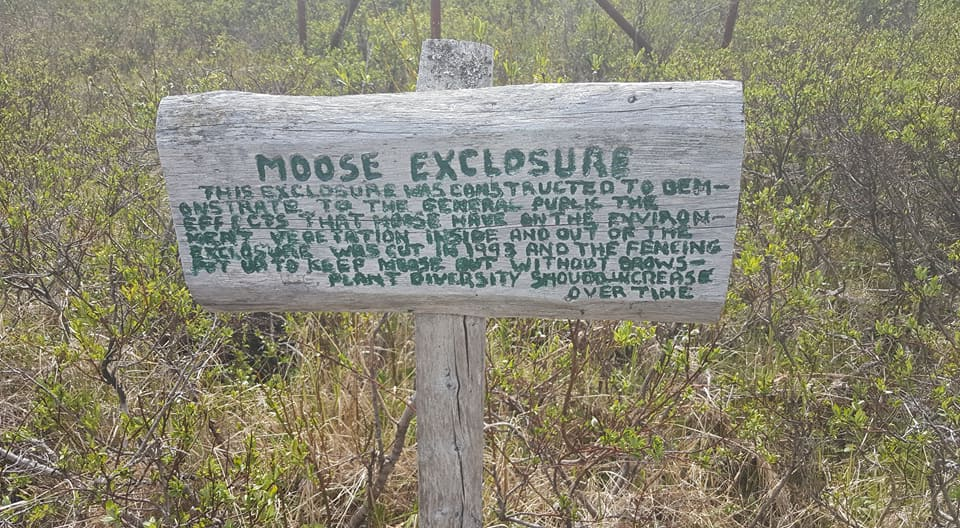
Cartello presso l'esperimento a lungo termine sulle alci a Homer, in Alaska

Le aree recintate per cervi sono utilizzate per determinare gli impatti ecologici dei cervidi, permettendo agli scienziati di confrontare la flora, la fauna ed il suolo in aree interne ed esterne ai recinti. I cambiamenti nelle comunità delle piante in risposta all'erbivoria riflettono la gradevolezza diversificata delle piante sulla sovrabbondante erbivoria così come l'abilità variabile delle piante a tollerare alti livelli di brucazione. I cambiamenti di composizione e di struttura nella vegetazione forestale possono avere effetti a cascata sull'intero ecosistema, fra cui effetti sulla stabilità e qualità del suolo, sui micro e macro invertebrati, sui piccoli mammiferi, sugli uccelli canterini, e forse persino sui grandi predatori.

### Cause
Esistono varie cause per la sovrabbondanza di erbivori e per la conseguente sovra-brucazione. Gli erbivori possono essere introdotti in luoghi in cui le piante native non si sono evolute per resistere alla brucazione, e i predatori non si sono adattati a cacciare le specie invasive. In altri casi, le popolazioni di erbivori superano i livelli storici a causa di una caccia o di una pressione di predazione ridotte. Per esempio, i carnivori sono diminuiti in Nord America nell'ultimo secolo e le regolamentazioni di caccia sono divenute più severe, contribuendo così a far crescere le popolazioni di cervidi in tutto il Nord America. Inoltre, i cambiamenti del paesaggio dovuti allo sviluppo umano, come per esempio nell'agricoltura e nella selvicoltura, possono creare delle zone boschive frammentate tra le quali si spostano i cervi, brucando in habitat di prima successione alla periferia. I campi agricoli e i giovani alberi selvicolturali forniscono ai cervi cibo di alta qualità, portando alla sovrappopolazione e ad un aumento della pressione di brucazione sulle piante del sottobosco forestale.

### Effetti sulle piante

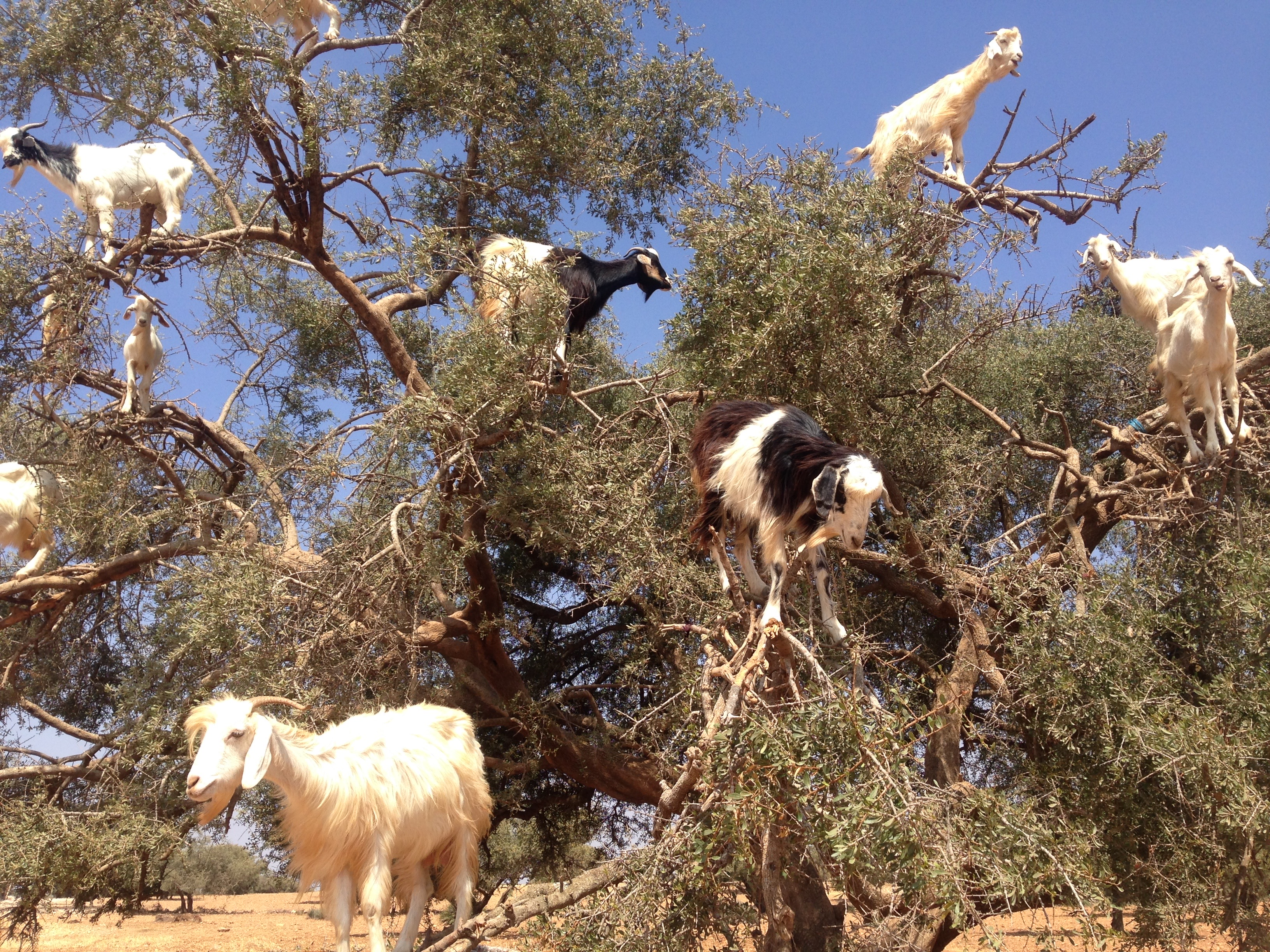
Capre su un albero

La sovra-brucazione influenza le piante a livello individuale, di popolazione e di comunità. Gli effetti negativi della brucazione sono maggiori fra le specie intolleranti, come i membri del genere Trillium, che hanno tutti i tessuti fotosintetici e gli organi riproduttivi all'apice dello stelo singolo. Ciò implica che un cervo può mangiare tutti i tessuti fotosintetici e riproduttivi in una volta, riducendo così l'altezza della pianta, le capacità fotosintetiche, e il tasso riproduttivo. Questo è un esempio di come la sovra-brucazione possa portare alla perdita di individui riproduttivi in una popolazione, e ad una mancanza di reclutamento di piante giovani. Le piante differiscono anche per la loro gradevolezza agli erbivori. In presenza di alte densità di erbivori, alle piante che sono altamente selezionate come cibo da brucare possono mancare piccoli e grandi individui dalla popolazione Al livello di comunità, la brucazione intensa da parte dei cervi nelle foreste porta a delle riduzioni nell'abbondaza di arbusti erbacei gradevoli del sottobosco, e fa invece aumentare le graminoidi e le briofite che sono rilasciate dalla competizione per la luce.

### Effetti sugli altri animali
La sovrabrucazione può cambiare la struttura forestale vicina al suolo, la composizione delle specie di piante, la densità della vegetazione, e la quantità di foglie morte, con varie conseguenze per gli altri animali che vivono nella foresta. Molte specie di invertebrati che vivono nel suolo dipendono dalla copertura vegetativa vicina al suolo e dagli strati di foglie morte per l'habitat; questi invertebrati possono essere persi dalle aree con intensa brucazione. Inoltre, la selezione preferenziale di certe specie di piante da parte degli erbivori può influenzare gli invertebrati strettamente associati a quelle piante. Gli uccelli canterini migratori che abitano nella foresta dipendono dalla densa vegetazione del sottobosco per l'habitat di nidificazione e di alimentazione e le riduzioni nella biomassa delle piante del sottobosco causate dai cervi possono portare a declini delle popolazioni di uccelli canterini della foresta. Infine, la perdita della diversità delle piante del sottobosco associata alla sovra-brucazione degli ungulati può influenzare i piccoli mammiferi che dipendono da questa vegetazione per la copertura e il cibo.

### Gestione e ripristino

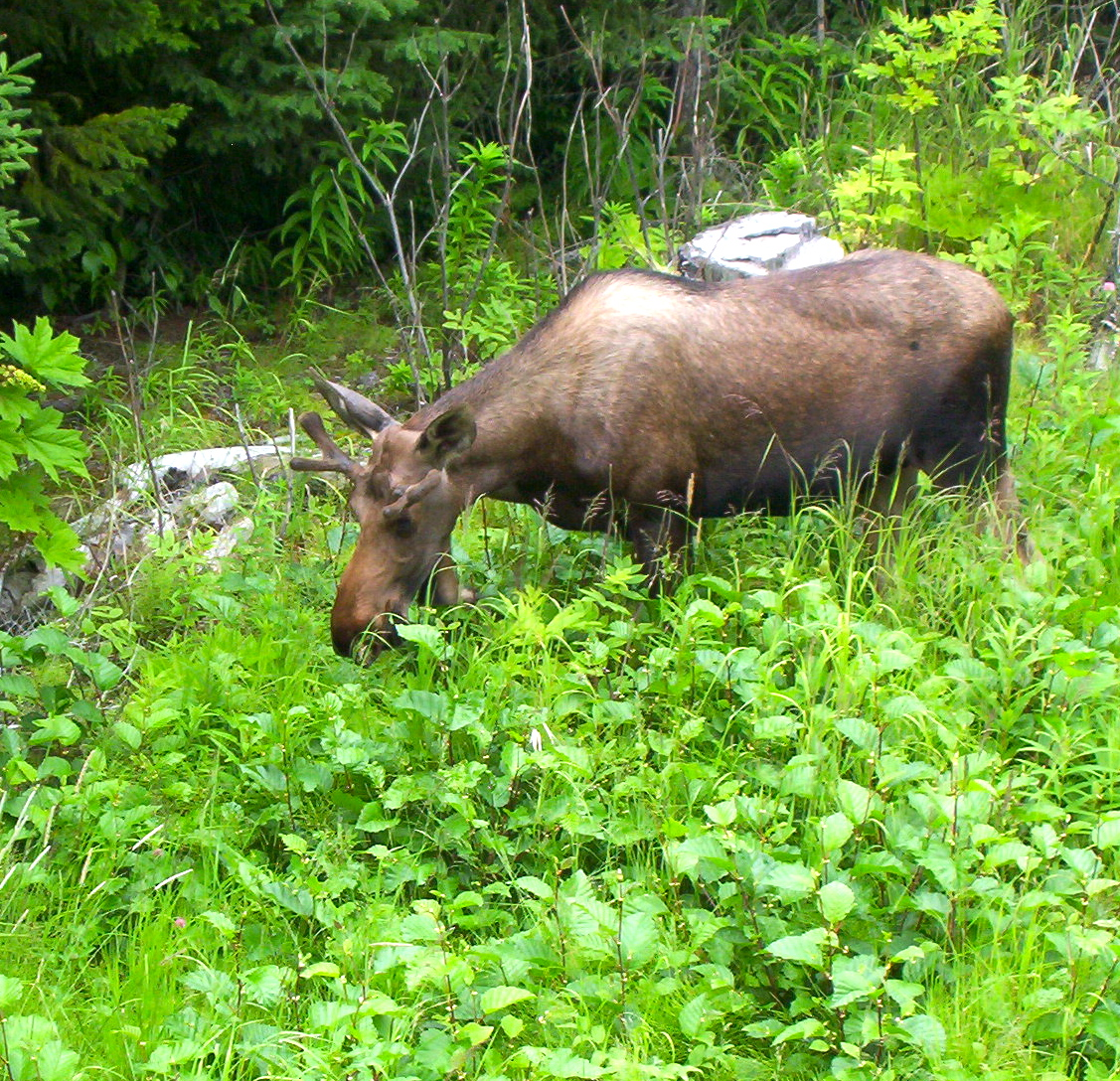
Giovane Alce d'Alaska che bruca sugli ontani

La sovra-brucazione può portare le comunità delle piante verso stati di equilibrio che sono reversibili solo se il numero di erbivori viene estremamente ridotto per un periodo sufficiente, e vengono intraprese azioni per ripristinare le comunità di piante originali.
La gestione per ridurre la popolazione di cervi prevede un approccio in tre punti:
- vengono messe da parte grandi aree di vecchie zone boschive contigue con canopie chiuse,
- viene incrementata la popolazione dei predatori,
- viene intensificata la caccia degli erbivori sovrabbondanti.[8]

Dei refugia sotto forma di cumuli di alberi abbattuti dal vento, affioramenti rocciosi sporgenti, o alberi infermieri sopraelevati sul suolo forestale possono fornire alle piante substrato protetto dalla brucazione dei cervidi. Questi refugia possono contenere una proporzione della comunità delle piante che esisterebbero senza la brucazione, e possono differire significativamente dalla flora che si trova nelle vicinanze brucate. Se gli sforzi di gestione fossero focalizzati verso la riduzione della popolazione di cervidi nell'area, questi refugia potrebbero servire come modello per il ripristino del sottobosco nella comunità delle piante circostante.